# Pedro Martínez Losa
Pedro Martínez Losa (ur. 9 maja 1976 w Madrycie) – hiszpański trener piłkarski, obecnie zatrudniony w kobiecej reprezentacji Szkocji. Jako szkoleniowiec prowadził również takie zespoły, jak Pozuelo Alarcón Femenino, Rayo Vallecano Femenino, Arsenal Woman oraz Bordeaux Féminines.